# Mentawai-Langur

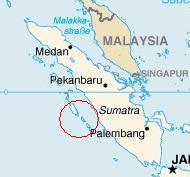
Lage der Mentawai-Inseln, der Heimat der Mentawai-Languren, südwestlich von Sumatra

Der Mentawai-Langur (Presbytis potenziani) ist eine Primatenart aus der Gruppe der Schlankaffen (Presbytini). Er kommt nur auf den der indonesischen Insel Sumatra westlich vorgelagerten Mentawai-Inseln Sipora, Nordpagai, Südpagai vor. Die auf Siberut, der größten Mentawai-Insel, vorkommenden Affen zählten als Unterart bis vor kurzem ebenfalls zum Mentawai-Langur, werden inzwischen aber aufgrund von genetischen Unterschieden als eigenständige Art geführt.
Der Artzusatz im wissenschaftlichen Namen ehrte den italienischen Adligen Ludovico Potenziani, der ein Freund des Erstbeschreibers Charles Bonaparte war.

## Merkmale
Mentawai-Languren sind relativ kleine, schlanke Primaten mit langen Gliedmaßen und langem Schwanz. Sie erreichen ein Durchschnittsgewicht von 6,5 Kilogramm, eine Kopf-Rumpf-Länge von etwa 50 cm und eine Schwanzlänge von ca. 58 cm. Ein Geschlechtsdimorphismus ist kaum ausgeprägt. Wie alle Mützenlanguren haben sie einen Haarschopf am Kopf. Ausgewachsene Affen sind vor allem schwarz gefärbt, das Gesicht ist von einem weißen Haarkranz eingerahmt, die Bauchseite ist weißlich und die Innenseite von Armen und Beinen sind rötlich-orange. Kehle, Wangen und die Schamregion sind gelblich-weiß. Männchen haben ein weißes Skrotum. Die schwarze unbehaarte Gesichtshaut wird um das Maul herum etwas heller. Neugeborene haben ein weißgraues Fell und eine helle Haut. Sie bekommen die dunkle Erwachsenenfärbung aber schon nach 12 bis 14 Tagen.

## Lebensweise
Mentawai-Languren sind tagaktive Baumbewohner. Sie leben in Familiengruppen, die zwei bis fünf Tiere umfassen und sich aus einem Männchen, einem Weibchen und dem Nachwuchs zusammensetzen. Damit dürften sie die einzige monogame Art der Meerkatzenverwandten sein. Die Reviere der einzelnen Gruppen überlappen sich, lediglich ein Kerngebiet wird gegen Artgenossen mittels lautem Geschrei oder Drohgebärden verteidigt.
Mentawai-Languren sind Pflanzenfresser, die sich von jungen Blättern, Früchten, Samen und Blüten ernähren. 
Über die Fortpflanzung ist wenig bekannt. Im Juli oder August bringt das Weibchen ein einzelnes Jungtier zur Welt. Jungtiere sind wie bei allen Mützenlanguren zunächst hell gefärbt. 

## Gefährdung
Aufgrund des kleinen Verbreitungsgebietes (die Mentawai-Inseln umfassen nur rund 6.700 km2) und der Zerstörung ihres Lebensraumes wird die Art von der IUCN als gefährdet (vulnerable) gelistet.